# مرشح رقمي
المرشح الرقمي أو المصفاة الرقمية (بالإنجليزية: digital filter)‏ هي النظير المتقطع للمرشح التماثلي (المصفاة المتصلة). يتم استعمالها في العديد من المجالات التي تحتاج إلى ترشيح وتعمل على حاسوب، مثل استخراج إشارة معينة من إشارة أخرى أو الحد من الضجيج أو ما شابه ذلك من التطبيقات. يمكن تقسيم المراشح على عدة أسس إلا أن أشهر تقسيم يقوم على التمييز بين استجابة المرشح بالتصنيف إلى مراشح ذات استجابة محدودة finite response filter أو اختصارا FIR و مراشح ذات استجابة غير محدودة infinite response filter.